# Gundolfo
Gundolfo (fl. XI secolo) fu un eretico di inizio XI secolo.

## Biografia
Di origine italiana, Gundolfo si presentò nella diocesi di Cambrai-Arras nel nord della Francia (a sud di Lille) nel 1025, quando il vescovo Gerardo di Florennes scoprì che c'erano eretici nella sua diocesi.
Questi eretici rifiutavano i sacramenti della Chiesa cattolica e rivendicavano per sé una giustizia mediante la quale solo gli uomini potevano essere purificati e ottenere la salvezza. Gundolfo insegnava che la salvezza si otteneva attraverso una vita virtuosa che prevedeva l'abbandono del mondo, il contenimento degli appetiti della carne, il guadagno del cibo con il lavoro delle mani, il non fare del male a nessuno e l'estensione della carità a chiunque fosse della propria fede. Sostenevano che gli insegnamenti di Gundolfo erano basati sui Vangeli anziché sui dogmi della Chiesa cattolica.
Dopo un lungo sermone di Gerardo, gli eretici ritrattarono i loro errori e furono riaccolti nella Chiesa. La fonte sconosciuta degli insegnamenti di Gundolfo può essere paragonata al Catarismo e ai Valdesi. Dopo questo episodio, le fonti tacciono sul suo destino.